# حساسية للصدمة
الحساسية للصدمة بالنسبة للمواد الكيميائية هي مقياس نسبي لمدى حساسية مركب كيميائي للانفجار نتيجة حدوث انضغاط مفاجئ نتيجة صدمة ميكانيكية. وبذلك تصنف المواد الكيميائية ذات الحساسية المرتفعة للصدمة ضمن المتفجرات.
تعد معرفة حساسية المواد للصدمة ضمن المعايير المهمة في تصنيف خطورة المواد الكيميائية، وفي توفير أساليب السلامة عند النقل.

## أمثلة
من الأمثلة على المواد ذات الحساسية المرتفعة للصدمة (طاقة الصدمة أقل من 0.5 جول) كل من نترو الغليسرين أو ثلاثي كلوريد النتروجين، بالإضافة إلى ثلاثي أمين ثلاثي نترو البنزين (TATB). من الأمثلة الأخرى كل من أزيد الفضة (طاقة الصدمة 1 جول)؛ ورباعي نترات خماسي ايريثريتول (PETN) (حوالي 3 جول)؛ وتترازول (أقل من 4 جول)، وحمض البيكريك (حوالي 7.5 جول)، وثلاثي نترو التولوين (TNT) (15 جول)، وبيركلورات الأمونيوم (25 جول).